# Trollkarlen från Oz (bok)
Trollkarlen från Oz är en barnbok skriven av L. Frank Baum år 1900. Boken har filmatiserats åtskilliga gånger. Den mest kända filmversionen är troligen den från 1939 med Judy Garland i huvudrollen, Trollkarlen från Oz. Totalt skrev Lyman Frank Baum 14 böcker i serien om landet Oz. Originalupplagan illustrerades av William Wallace Denslow.

## Sagan
Dorothy Gale är en föräldralös tolvåring, som bor med farbror Henry, faster Em och sin lilla hund Toto i ett hus på landet i Kansas. Dorothys hus blir uppryckt och ivägblåst från Kansas av en tromb och störtar med Dorothy och Toto i det magiska landet Oz. När huset tar mark, krossar det den elaka Häxan från Öst, som härskar över Lilliputtarna. 
Senare möter Dorothy den snälla Häxan från Norr, som råder henne att ta på sig de magiska silverskor, som den döda Häxan från Öst hade på fötterna. Skorna ska göra henne oåtkomlig för magi. (I den engelska bokens originaltext är skorna i silver men i filmen ändrades de till rubinskor.)
Den snälla Häxan från Norr råder Dorothy att söka hjälp med att komma hem i Smaragdstaden, hos den store Trollkarlen av Oz. Han är den ende som kan hjälpa henne tillbaka. Dorothy beger sig mot Smaragdstaden på den gula tegelvägen för att träffa Trollkarlen. På vägen möter hon Fågelskrämman som vill ha en hjärna, Plåtmannen som vill ha ett hjärta och Fega lejonet som vill ha mod. Alla tre följer med henne för att få hjälp av Trollkarlen av Oz.
När de kommer fram till staden blir Dorothy en av de första som får audiens hos trollkarlen sedan han låst in sig. Trollkarlen blir rädd för Dorothy när han ser att hon har den elaka häxans silverskor. Han lovar dem hjälp men först skickar han iväg hela sällskapet till landet Winkie för att de ska göra sig av med den elaka Häxan från Väst. Trollkarlens förhoppning är att bli slippa dem för gott, så att han inte behöver avslöja att han inte är någon riktig trollkarl.
Dorothy och hennes sällskap får gå igenom åtskilliga äventyr på vägen till Winkie. Väl framme lyckas Dorothy och hennes sällskap med sitt uppdrag till Trollkarlens stora förvåning. Dorothy kastar nämligen en hink vatten på Häxan från Väst, som inte tål vatten utan smälter. Invånarna i Winkie ber Plåtmannen att ta över som deras ledare i den döda häxans ställe. Han samtycker, men ska först hjälpa Dorothy hem.
När de återvänder till Trollkarlen, blir han tvungen att berätta att han inte har några magiska krafter. Men för att uppfylla sitt löfte till Dorothy ska han nu flyga henne hem i sin luftballong. Under tiden ska Fågelskrämman vara hans ställföreträdare i Oz.
Dorothy missar ballongen, så sällskapet drar vidare till den snälla Häxan från Söder, Glinda. På vägen dit stöter de på ett land med odjur som invånare. Det fega Lejonet ombeds att vara odjurens kung, om han kan döda deras fiende - en jättelik spindel. Lejonet lyckas med uppdraget och blir kung över odjuren, men först ska han hjälpa Dorothy hem.
När de till sist möter Glinda, berättar hon att Dorothy hade kunnat åka hem ända sedan hon först kom till landet Oz. Allt hon behövde göra var att slå i klackarna på sina silverskor tre gånger samtidigt som hon befaller dem att föra henne vart hon vill komma.

## Tolkningar
Den amerikanska företagsjuristen och författaren Ellen Hodgson Brown skriver i 
Web of Debt. The Shocking Truth About Our Money System And How We Can Break Free (2008) att Frank Baums bok egentligen är "en allegori om pengar, politik och att tro på sig själv". Sålunda skulle Häxan från Norr syfta på William Jennings Bryans Populistparti och hennes silverskor symbolisera detta partis förslag om att ersätta guldmyntfoten med en silverdito. Den föreslagna åtgärden var tänkt att befria de amerikanska bönderna ur deras finansiella trångmål. Trollkarlen själv skulle representera USA:s presidenter (Grover Cleveland; William McKinley), som styrdes av finansmän från deras gömställe bakom en gardin, och Oz vore helt enkelt en omskrivning av 'ounce', det vill säga ett uns guld. Ellen Hodgson Brown hävdar att journalisten Lyman Frank Baum, det vill säga författaren till Trollkarlen från Oz, marscherade med Populistpartiet för att stöda Bryans presidentkandidatur år 1896. Något senare köpte Baum en republikansk tidning som för att behålla sin läsekrets måste förmedla ett republikanskt budskap. Detta kanske förklarar varför Baum i sin berömda saga valde att dölja sitt populistiska budskap under en tjock slöja av symbolik, skriver Ellen Hodgson Brown.

## Andra böcker i serien om landet Oz
I senare böcker avslöjades att trollkarlen lämnat den tidigare härskarens dotter, prinsessan Ozma till den elaka häxan Mombi, för att röja prinsessan ur vägen. Mombi hade förvandlat prinsessan Ozma till en pojke med namnet Tip som hon uppfostrade. Då detta avslöjats förvandlades Tip tillbaka till prinsessan Ozma och tog åter över som härskare i Oz. Prinsessan Ozma lyckades avstyra flera försök från olika arméer att avsätta henne. För att undvika fler konflikter i framtiden förbjöd hon all typ av magiska aktiviteter i landet, med undantag av Glinda och trollkarlen som senare återvände. Prinsessan Ozma var sedan härskare över Oz under hela serien av böcker.
L. Frank Baum skrev sammanlagt 14 officiella böcker om landet Oz. Böcker i serien som Baum skrev omfattar:
- Trollkarlen från Oz (1900)
- Landet Oz (1904)
- Ozma från Oz (1907)
- Dorothy i Oz (1908)
- Vägen till Oz (1909)
- Smaragdstaden i Oz (1910)
- Trasflickan i Oz (1913)
- Ticktack från Oz (1914)
- Fågelskrämman i Oz (1915)
- Rinkitink i Oz (1916)
- Prinsessan i Oz (1917)
- Plåtman från Oz (1918)
- Ruggedo från Oz (1919)
- Glinda från Oz (1920)